# Unlimited (musikalbum)
Unlimited är det andra fullängdsalbumet av det norska black metal-bandet Susperia. Albumet utgavs 2004 av skivbolaget Tabu Recordings.

## Låtförteckning
1. "Chemistry" – 4:34
2. "The Coming Past" – 3:42
3. "Situational Awareness" – 4:41
4. "Devil May Care" – 5:50
5. "Off the Grid" – 4:24
6. "Years of Infinity" – 4:46
7. "Home Sweet Hell" – 4:44
8. "Mind Apart" – 4:17
9. "Beast by Design" – 4:03
10. "Untouched" – 4:34

- Text: Athera (spår 1–3, 5–10), Athera/Memnock (spår 4)
- Musik: Cyrus/Tjodalv/Memnock (spår 1), Cyrus (spår 2, 3, 8–10), Elvorn/Cyrus (spår 4), Cyrus/Tjodalv (spår 5), Cyrus/Memnock (spår 6), Athera/Cyrus/Tjodalv (spår 7)

## Medverkande
Musiker (Skitliv-medlemmar)
- Athera (Pål Mathiesen) – sång
- Cyrus (Terje Andersen) – sologitarr, rytmgitarr
- Elvorn (Christian Hagen) – rytmgitarr
- Memnock (Håkon Didriksen) – basgitarr
- Tjodalv (Ian Kenneth Åkesson) – trummor

Bidragande musiker
- Anja Valstad Magnussen, Emilie Skolmen Kaafjeld, Johanna Brym Ryg, Rebekka Handeland Arnesen – kör (spår 4)

Produktion
- Susperia – producent
- Fredrik Nordström – ljudtekniker, ljudmix
- Patrik J. Sten – ljudtekniker, ljudmix
- Lars Klokkerhaug – ljudtekniker
- Peter In de Betou – mastering